# جمجمة شتاينهايم

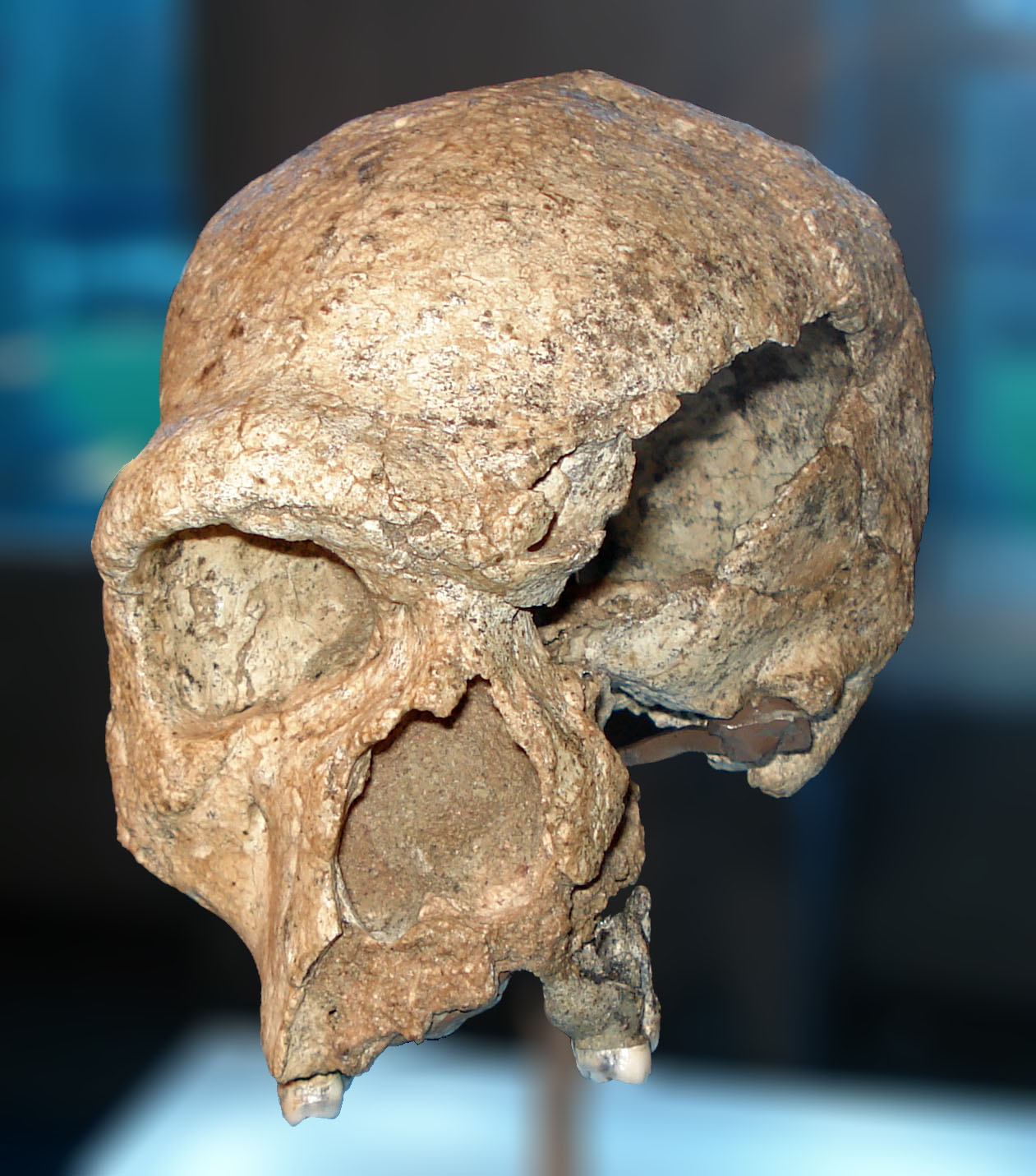
صورة الجمجمة، والتي تعد النموذج النوعي الوحيد للنوع المنقرض (H. steinheimensis)

جمجمة شتاينهايم هي جمجمة متحجرة تعود في نسبها إلى إنسان هايدلبيرغ، وقد عُثر عليها بالقرب من مدينة شتاينهايم الواقعة في ألمانيا النازية، وذلك في 24 يوليو عام 1933. ويقدر عمرها بنحو 250,000-300,000 سنة. أما الجمجمة فهي مفلطحة بعض الشئ، وتقدر سعتها الحجمية بحوالي 950-1280 سم مكعب. وفي بعض الكتابات القديمة يشار إليها أحيانًا باسم (Homo steinheimensis)، ومكانها الحالي معرض العلوم الطبيعية في شتتجارت، ألمانيا. يعتقد البعض أن تلك الجمجمة كانت تنتمي لرأس امرأة بالغة، وذلك طبقًا لطبيعتها الرقيقة.

## التصنيف
صاحب تلك الجمجمة، «إنسان شتاينهايم البدائي»، هو إنسان فريد من نوعه. أما اللقب الذي أُطلق على تلك الجمجمة، شتاينهايم، ما هو إلا إشارة إلى المنطقة التي وجدت فيها، لكن ليس لنا أن نفترض تصنيفها الحيوي بناء على تلك التسمية. فهي تتسم ببعض من صفات إنسان النياندرتال، وإنسان هايدلبرغ. وهكذا أجمع معظم العلماء المختصين بدراسة الإنسان القديم على أنها تنتمي إلى نوع إنسان هايدلبرغ، ويرجح البعض أنها مرحلة انتقالية بين النوعين. وأشار البعض الآخر إليها باسم «ما قبل النياندرتال». إلا أن الأذن الداخلية الخاصة بتلك المستحاثة تمتلك خصيصة يختلفان فيها النياندرتال والبشر (Homo sapiens) عن بعضهما. فالقناة الهلالية الواقعة في مكان العظم الصدغي الخاص بقاعدة الجمجمة تتشابه كثيرًا مع تلك الخاصة بالنياندرتال، أما البشر وأناس هايدلبرغ يتشابهان في ذات الخاصية، بخلاف المستحاثة المذكورة.
وفي ما قبل أواخر الثمانينات، كانت يُشار إلى تلك الجمجمة أحيانًا باسم (H. sapiens steinheimensis) أو الإنسان العاقل الذي يسكن تلك المنطقة. وفي نفس الفترة الزمنية، كان يُشار إلى النياندرتال بنفس الوتيرة باسم (H. sapiens neanderthalensis). أما في الوقت المعاصر، فإن الرأي السائد هو أن البشر والنياندرتال قد تطوروا بشكل منفصل من سلف مشترك، والأخير يسمى في العادة إنسان هايدلبرغ. لذا وجب اعتبار وجود نوعين منفصلين ومتباينين عن بعضهما، وهما: الإنسان العاقل (البشر)، والنياندرتال.

## الاكتشاف
في ذات الحفرة الذي عُثر فيه على تلك الجمجمة، وقبل أن تكتشف الجمجمة من الأساس، تم استخراج العديد من الأجسام الأخرى مثل عظام الفيلة ووحيد القرن والخيول البرية. فلا عجب إذن من أن يتحمس علماء الآثار أيما حماس آنذاك في ترقب العثور على بقايا عظمية آخرى في ذات المحجر. وفي اليوم الذي اُكتشفت فيه تلك الأحفورة، سافر العالم فرتز بركهايمر حتى يفحصها وهي لا تزال راقدة بداخل جدران المحجر. وفي اليوم التالي، قام هو بمساعدة ماكس بوك ببدء عملية استخراج الجمجمة بحرص. كان واضحًا من شكل وأبعاد الجمجمة أنها لا تنتمي إلى قرد كما زعمت الشبهات والشكوك. بل تبين أنها جمجمة إنسان من عصر البليستوسين. ومن ثم تم تنظيفها جيدًا ودهانها بطبقة مقوية حتى تصل مصونة في طريقها إلى متحف التاريخ الطبيعي.
ويُجدر بالذكر انعدام وجود أي مصنوعات بشرية بالقرب من موقع الاكتشاف. فلم يُعثر على أي مصنوعات أو بقايا عظمية أخرى. ولم يُعثر حتى على أي أدوات حجرية أو عظمية في الموقع. إلا أنه من المعقول أن نفترض مقدرة أسلاف البشر هؤلاء على صنع أدوات وتوظيفها في شتى الأغراض. وكدليل على هذا الفرض، وجدت بعض الأدوات التي تنتمي إلى الحضارة الأشولينية بالقرب من حفرية إنسان سوانزكامب (Swanscombe Man) الذي عاش في نفس الفترة الزمنية التي عاش فيها إنسان شتاينهايم.

## الورم المخي
تبين من عملية تقصي ودراسة عام 2003 في جامعة توبنجن قام بها ألفرد تسارنسكي وكارستن بوش وإروين شفادرير أن صاحب تلك الجمجمة كان يعاني من ورم سحائي، في طبقة الأم العنكبوتية بالتحديد. والورم السحائي يشمل مجموعة متنوعة من الأورام تصيب السحايا الدماغية، والتي هي الأغشية التي تحيط بالجهاز العصبي المركزي للثدييات.
وقد حددت أبعاد هذا الورم بطئ النمو لتكون 51*43*25 مم وحجمه يقدر بحوالي 29 ملليلتر. ويُعتقد أن هذا الورم كان يتسبب بنوبات صداع. ومن المرجح أن الورم لم يتسبب بأي نوع من الاضطرابات العصبية، وذلك بفضل النمو البطئ الذي تتسم به الأورام السحائية. أما عن سبب الوفاة، فلا يمكن من دراسة البقايا المتحجرة معرفة ما إذا كان الورم سببًا في ذلك. فقد يستلزم الأمر دراسة الهيكل العظمي بأكمله حتى نصدر حكمًا قاطعًا في أمر الوفاة. والأورام السحائية نادرة الحدوث بشدة، فأعراضها تظهر لـ 2 من كل 100,000 فرد. لذلك فمن المثير جدًا اكتشاف حدوث ذلك المرض في أحد الآثار القديمة. فهي تعد أقدم الأدلة على حدوث الورم السحائي المكتشفة حتى الآن.